# Radio abonnerad
Radio Abonnerad er et kassettebånd af den svenske musiker og komponist Errol Norstedt fra 1996.
Kassetten indeholder generelt seriøse sange, både ballader og rocksange.
Errol Norstedt sidder mellem sangene og fremhæver, hvor vidunderlig og fantastisk han er, mens lydtekniker Olle Andersson (spillet af Errol Norstedt) forsøger at holde programmet i gang for lytterens skyld.
Smällphete Sigge dukker op mod slutningen af kassetten, men i modsætning til tidligere kassetter spilles han af Errol Norstedt i stedet for Jan-Åke Fröidh.
Sangen Flickorna I Småland har en musikvideo der er inkluderet i filmen Nya Tider.

## Spor
Alle sange skrevet og komponeret af Errol Norstedt, undtagen hvor noteret.
| 1. | "Flickorna I Småland"             | Karl Williams | Fridolf Lundberg | 03:10 |
| 2. | "Walking In The Moonlight"        |               |                  | 04:10 |
| 3. | "I Go To Pieces"                  |               |                  | 03:44 |
| 4. | "Fåglarna Sjunger Även I Salasso" |               |                  | 03:50 |
| 5. | "Highway Boogie"                  |               |                  | 03:00 |
| 6. | "Rocking In The Kitchen"          |               |                  | 02:35 |

| 1. | "Walking On Home"              | 03:38 |
| 2. | "När Man Drömmer Sina Drömmar" | 04:31 |
| 3. | "Everts Boogie Woogie"         | 02:46 |
| 4. | "Heaven Is Near Me"            | 03:53 |
| 5. | "Ingen Plockar En Maskros"     | 03:04 |
| 6. | "I've Gotta Move"              | 03:05 |

### Sangtitler på dansk
- Flickorna I Småland - Pigerne I Småland.
- Fåglarna Sjunger Även I Salasso - Fuglerne Synger Også I Salasso.
- När Man Drömmer Sina Drömmar - Når Man Drømmer Dine Drømme.
- Ingen Plockar En Maskros - Ingen Plukker En Mælkebøtte.